# Saint-Amand-sur-Fion
Saint-Amand-sur-Fion è un comune francese di 1 078 abitanti situato nel dipartimento della Marna nella regione del Grand Est.

## Società

### Evoluzione demografica
Abitanti censiti